# Brüder-Grimm-Professur
Die Brüder-Grimm-Poetikprofessur ist eine innerhalb der ehemaligen Gesamthochschule Kassel (heute Universität Kassel) seit dem Sommersemester 1985 eingerichtete Gastprofessur, die mit Unterstützung der Kasseler Sparkasse verliehen wird. Sie ist nicht mit der 2012 für sechs Jahre gestifteten Forschungsprofessur „Werk und Wirken der Brüder Grimm“ des Grimm-Forschers Holger Ehrhardt zu verwechseln.

## Vortragende Gäste
- Dieter Kühn (1985)
- Tankred Dorst (1986/87)
- Hans-Joachim Schädlich (1988)
- Klaus Harpprecht (1990)
- Oskar Pastior (1991/92)
- Guntram Vesper (1993/94)
- Sarah Kirsch (1996)
- Herta Müller (1998)
- Volker Braun (2000)[3]
- Ludwig Harig (2001)
- Christoph Hein (2002)
- Marlene Streeruwitz (2003)
- Friedrich Christian Delius (2004)
- Eva Demski (2005)
- Erich Hackl (2006)
- Birgit Vanderbeke (2007)[4]
- Maxim Biller (2008)
- Ingo Schulze (2009)
- Rafik Schami (2010)
- Volker Schlöndorff (2011)
- Uwe Timm (2012)[2]
- Sibylle Lewitscharoff (2013)[5]
- Ilija Trojanow (2014)[6]
- Paul Maar (2015)[7]
- Sven Regener (2016)
- Juli Zeh (2017)
- Klaus Hoffer (2018)
- Felicitas Hoppe (2019)
- Doris Dörrie (2020 → 2022)
- Terézia Mora (2021)